# レミフェンタニル
レミフェンタニル（Remifentanil）は、強力な超短時間作用性合成オピオイド鎮痛薬である。アルチバという商品名で販売されており、後発医薬品もある。効能・効果は「全身麻酔の導入および維持における鎮痛」である。強力な鎮痛作用を持つが、単独では鎮静作用が弱く不確実なために他の全身麻酔薬の併用が必須である。臨床使用されるオピオイドの中では最も作用時間が短く、術後残存による覚醒遅延のリスクが低い。発売時期が近い短時間作用性非脱分極性筋弛緩薬ロクロニウムと共に、麻酔臨床を一変させた薬剤の1つである。一方、作用時間が短すぎるために、術後鎮痛がレミフェンタニル登場後の麻酔科臨床上の課題となった。
レミフェンタニルは処置時の鎮静・鎮痛（日本では適応外）や、他の薬剤と組み合わせて集中治療室における人工呼吸中患者の鎮静、鎮痛にも使用される。レミフェンタニルと様々な鎮静薬や揮発性麻酔薬との相乗作用により、高用量オピオイド・低用量鎮静薬麻酔が可能になった。

## 適応
レミフェンタニルはオピオイド鎮痛薬として使用され、速やかな効果発現と速やかな効果消失が特徴である。レミフェンタニルは開頭手術、脊椎手術、心臓手術、肥満手術（Bariatric surgery）など、様々な手術に効果的に使用されている。鎮痛に関してはモルヒネも同様の働きをするが、レミフェンタニルの薬物動態は術後の回復促進に貢献するものである。
人工呼吸患者における鎮痛鎮静効果を比較すると、レミフェンタニルはモルヒネよりも優れているが、フェンタニルよりも優れているわけではないとされた。しかし、蓄積性の無さは大きな利点であり、元々手術時の全身麻酔のみへの適応であったのが、2022年9月に集中治療室における人工呼吸患者へも適応が拡大された。

## 薬物動態学

### 投与

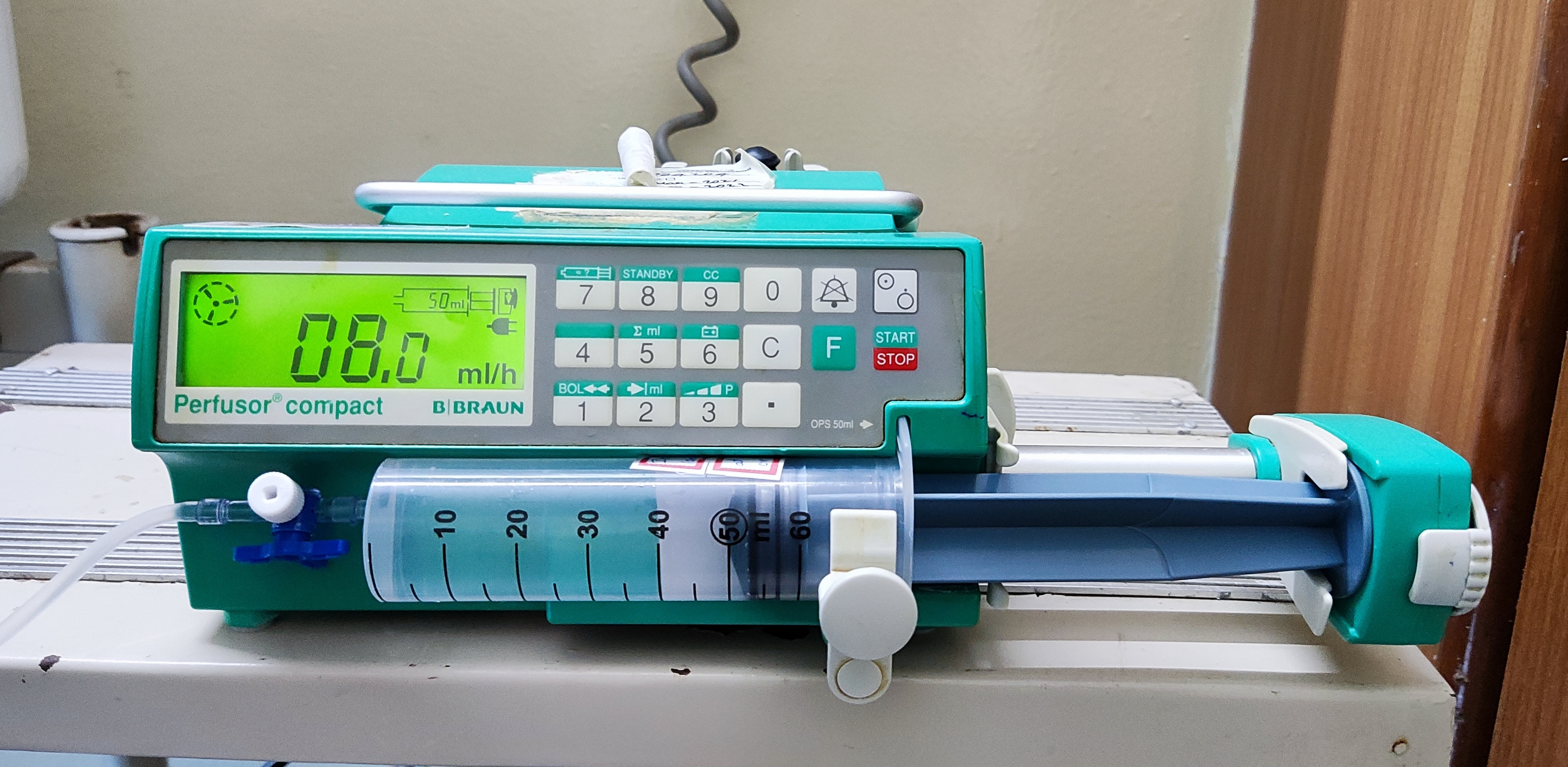
レミフェンタニルなどの精密持続静脈内注入に用いられるシリンジポンプ

レミフェンタニルは塩酸塩の形で投与される。投与経路は静脈内投与で全身麻酔時の投与速度は体重1kgに対し1分間に0.1µg〜1µgである。小児では、より高い注入速度が必要になることがある。添付文書での最大投与速度は2µg/kg/分となっている。この使用量は患者の年齢や疾患の重篤度、侵襲の程度に応じて増減される必要がある。処置時の鎮静・鎮痛でも有用性が報告されている（注入速度は患者の年齢、疾患の重症度、外科手術の侵襲性によって調整する）が、少なくとも日本では添付文書上適応外使用である。鎮静をもたらすために、通常、少量の他の鎮静薬がレミフェンタニルと同時投与される。
レミフェンタニルは、TIVA（全静脈麻酔）と呼ばれる麻酔法の一環として、コンピュータ制御の注入ポンプを使用して、標的制御注入（TCI）と呼ばれる方法で投与することができる（日本ではTCIに適応がある薬剤はプロポフォールのみ）。目標血漿中濃度（ng/ml）をシリンジポンプに入力し、ポンプが年齢や体重などの患者因子に応じて注入速度を計算する。4ng/mlが一般的に使用されるが、一般的には2～8ng/mlの間で増減する。特に強い刺激が生じる特定の外科手術では、15ng/mlまでのレベルが必要になることがある。レミフェンタニルの半減期が比較的短いため、所望の血漿中濃度を速やかに達成することができ、また同じ理由で回復も早い。このため、帝王切開のような特殊な状況でもレミフェンタニルを使用することができる。人工心肺中は従来の予測モデル（Minto）では、血漿濃度の実測値は予測値の1.5倍程度であり、投与量を減量すべきである。なお、Mintoらは対象患者を20才、50才、80才としてPK/PDモデルを構築したが、小児にこのモデルを当てはめるのは不適切である可能性が報告されている。2017年、Eleveldらは、小児も含めて対象年齢を拡張し、アロメトリーも考慮したPK/PDモデルを提案した。
レミフェンタニルは半減期が短いため、持続時間の短い強い痛みに適している。そのため、無痛分娩での有効性の報告もある（しかし、硬膜外鎮痛ほど有効ではない）。レミフェンタニルの無痛分娩使用は適応外使用であるものの、標準的な鎮痛である硬膜外麻酔が使えない場合の代替として有力視されていた。しかしながら、日本においては、母体の心停止の事例が報告され、日本麻酔科学会はこれを受けて以下の提言を行った。
自発呼吸下の妊婦に対して分娩時の鎮痛目的でレミフェンタニルを投与することは不適切である—日本麻酔科学会、レミフェンタニルを用いた分娩時鎮痛に関する提言
レミフェンタニルはプロポフォールと併用し、電気けいれん療法を受ける患者の麻酔に用いられる。

### 代謝
レミフェンタニルは代謝が速いために治療指数が高い薬剤である。肝代謝される他の合成オピオイドとは異なり、レミフェンタニルは非特異的な組織および血漿中のエステラーゼによって速やかに加水分解されるエステル結合を有する。このため、レミフェンタニルでは蓄積は起こらず、CSHT（context sensitive half-time：持続投与中止後、血中濃度が50%に低下するまでの時間）は4時間投与し続けても4分のままである。一方、レミフェンタニル以前に臨床使用されていたオピオイドは投与時間が長くなるに従ってCSHTが延長する。レミフェンタニルは、親化合物の1/4600の効力を有する化合物（レミフェンタニル酸）に代謝される。偽コリンエステラーゼ欠損症の患者でも作用は延長しない。
血漿中でも分解されるため、静脈から投与する際は血液製剤との混和を避ける必要がある。
レミフェンタニルを鎮静薬と併用する場合、比較的高用量で使用することができる。これは、レミフェンタニルの点滴が終了すると、レミフェンタニルが血漿から速やかに消失するためであり、したがって、薬物の効果は非常に長い点滴の後でも速やかに消失する。レミフェンタニルと鎮静薬（プロポフォールなど）には相乗作用があり、鎮静薬の投与量を大幅に減らすことができる。これにより、手術中の血行動態が安定し、術後の覚醒が早くなることが多い。他のオピオイドとプロポフォールとの併用に比べて半分以下の覚醒時間である。

## 副作用
レミフェンタニルはμオピオイド受容体の特異的アゴニストであるため、鎮痛作用の他に交感神経抑制作用、呼吸抑制作用を持つ。用量依存的に心拍数は減少し、血圧・呼吸数・1回換気量は低下する。また、骨格筋の硬直も観察される（鉛管現象）。半減期が短いため投与中止でこれらの副作用は速やかに消失するが、鎮痛効果も消失するため、手術に用いた後は他の適切な術後鎮痛の手段を考慮せねばならない。
吐き気が起こることがあるが、薬物の半減期が短く、点滴が終了すると急速に患者の循環から取り除かれるため、通常は一過性のものである。実際、作用時間がより長いフェンタニルよりも術後嘔気嘔吐は起こりにくいことが示されている。
重大な副作用とされているものは、筋硬直(3.0%)、換気困難、呼吸停止、呼吸抑制(1.8%)、血圧低下(41.2%)、徐脈(22.1%)、不全収縮、心停止、ショック、アナフィラキシー、全身痙攣である。（頻度未記載は頻度不明）
術後に痛覚過敏を生じる可能性が、動物モデルとヒト、双方で指摘されているが、正確なメカニズムは不明である。

## 剤形

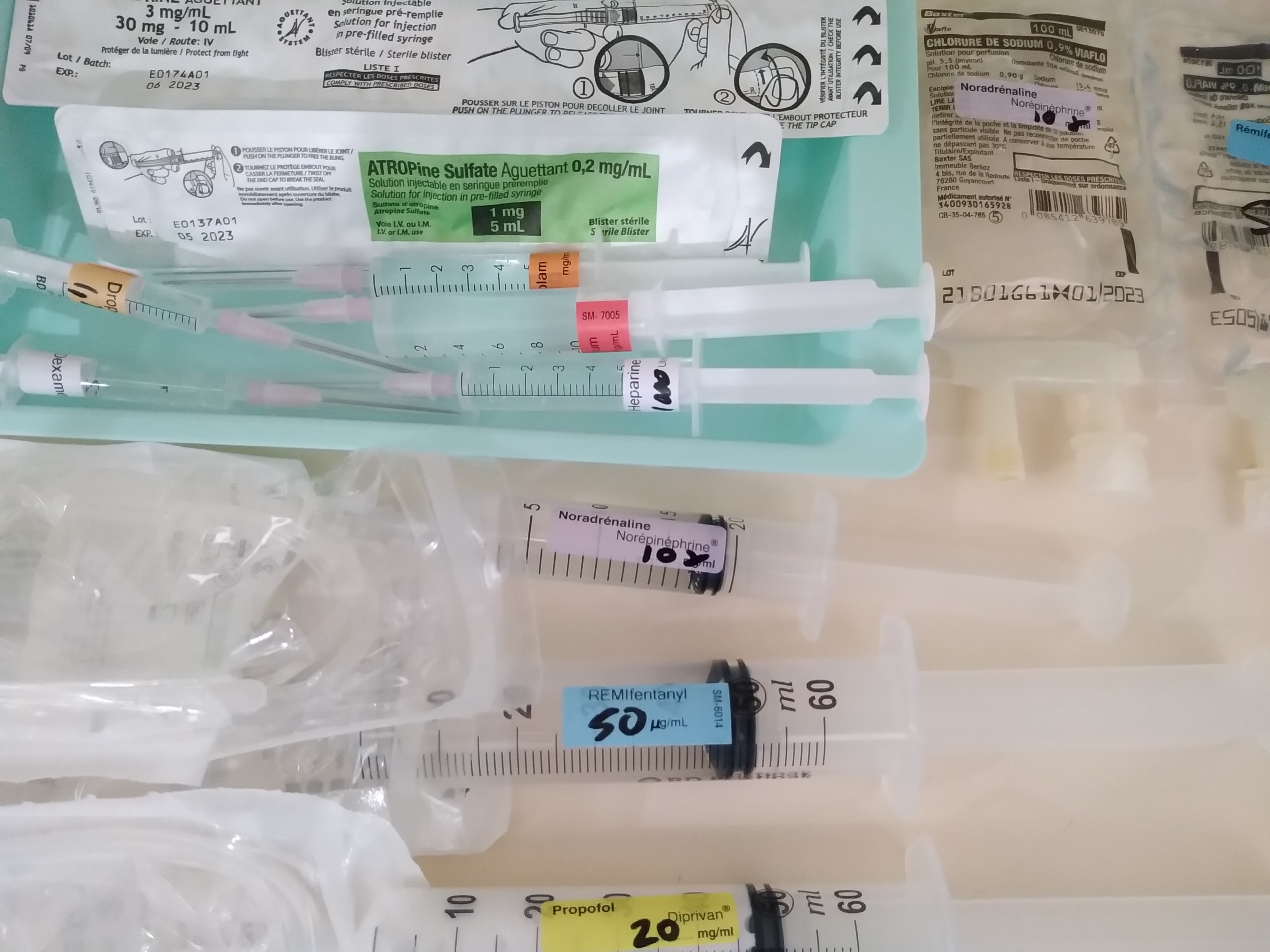
注射器に充填された各種麻酔薬剤。青ラベルがレミフェンタニル。

レミフェンタニルは粉末で販売・保管され、生理食塩水等で希釈して経静脈投与でのみ用いられる。先述の通りレミフェンタニルはあらゆる組織で分解されるため、経口投与・経皮投与・皮下注射投与はできない。また現在商品化されている製剤はすべて添加物に安定化剤としてグリシンが用いられており、グリシンは神経毒性があるため、硬膜外腔・くも膜下腔への投与は禁忌である。
生物由来のエステラーゼが存在しなくても室温の水溶液中では徐々に分解されるため、希釈後は24時間以内に使用することが望ましい。

## 力価
レミフェンタニルの作用力価はフェンタニルの1~1.2倍、アルフェンタニルの60倍、スフェンタニルの1/10程度である。

## 乱用・不正使用
レミフェンタニルはμオピオイド受容体作動薬であり、モルヒネやコデインのような他のμ-受容体作動薬と同様に多幸感をもたらし、乱用される可能性はある。しかし、代謝が速く、半減期が短いため、実際の可能性は極めて低い。とはいえ、レミフェンタニルの乱用はいくつか報告されている。

## 製造と販売

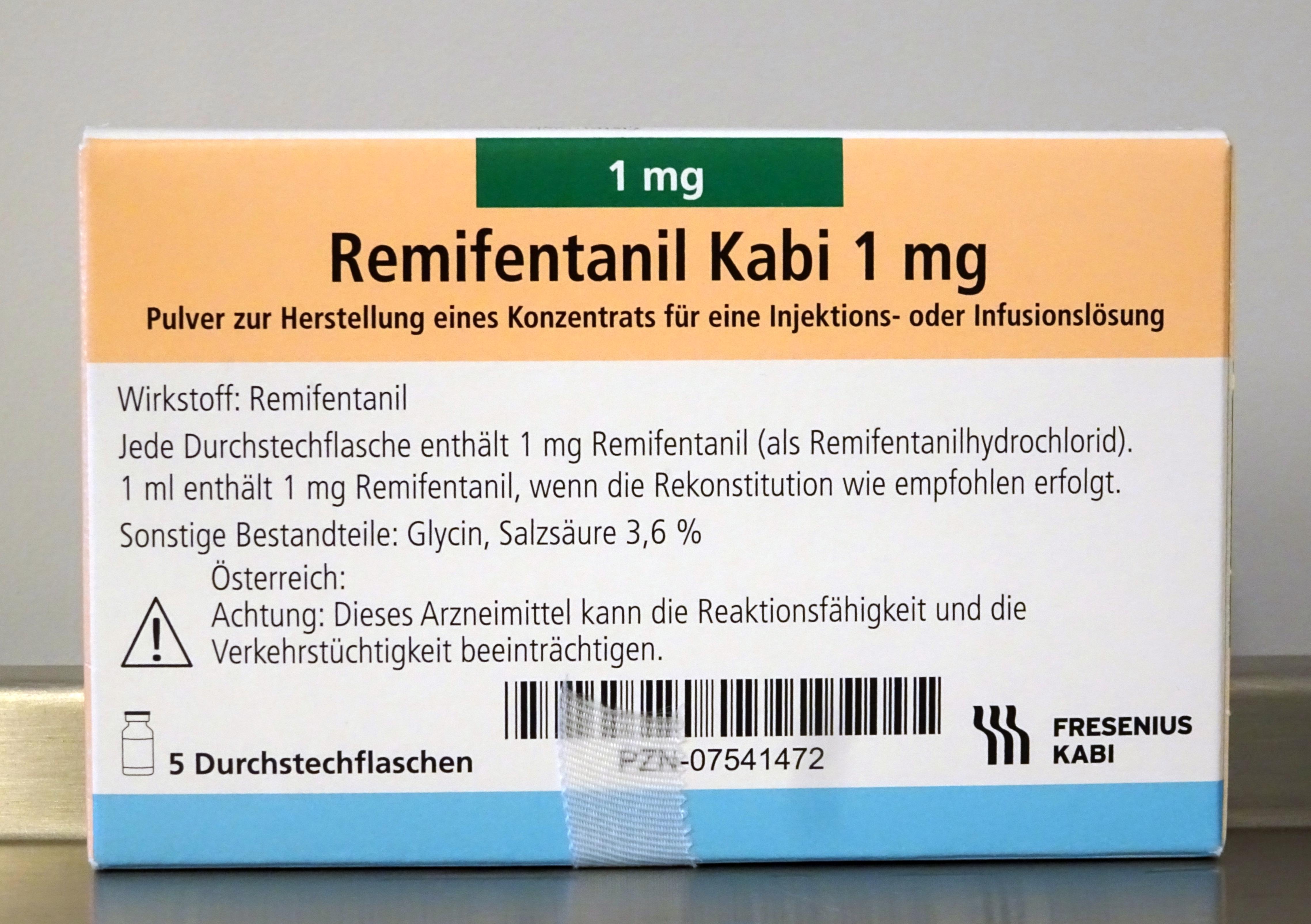
レミフェンタニルの製品パッケージ。実物は粉末のバイアル製剤であり、注射器に充填した生理食塩水などに溶解して使用する。

レミフェンタニルが開発される以前は、ほとんどの鎮静薬や麻酔薬は、長期間の使用によって蓄積し、術後の回復時に好ましくない影響が残るという問題に直面していた。レミフェンタニルは、蓄積の問題がない、超短時間作用性で持続時間が予測可能な強力な麻酔薬として機能するように設計された。
レミフェンタニルはグラクソ・ウエルカム社によって特許を取得され、1996年7月12日にアメリカ食品医薬品局（FDA）の認可を受けた。FDAはレミフェンタニルの有用性を高く評価し、認可は前代未聞の速さであったとされる。

## 規制
香港では、レミフェンタニルは香港の危険ドラッグ条例第134章のスケジュール1で規制されている。レミフェンタニルを合法的に使用できるのは、医療専門家と大学の研究目的のみである。この物質は処方箋に基づき薬剤師が払い出すことはできる。処方箋なしにこの物質を供給した者は、10,000香港ドルの罰金を科せられる。同物質の密売または製造に対する罰則は、500万香港ドルの罰金および無期懲役である。保健省の許可を得ずに消費目的で同物質を所持することは違法であり、100万香港ドルの罰金および／または7年の懲役刑が科される。